# Gaita cabreiresa

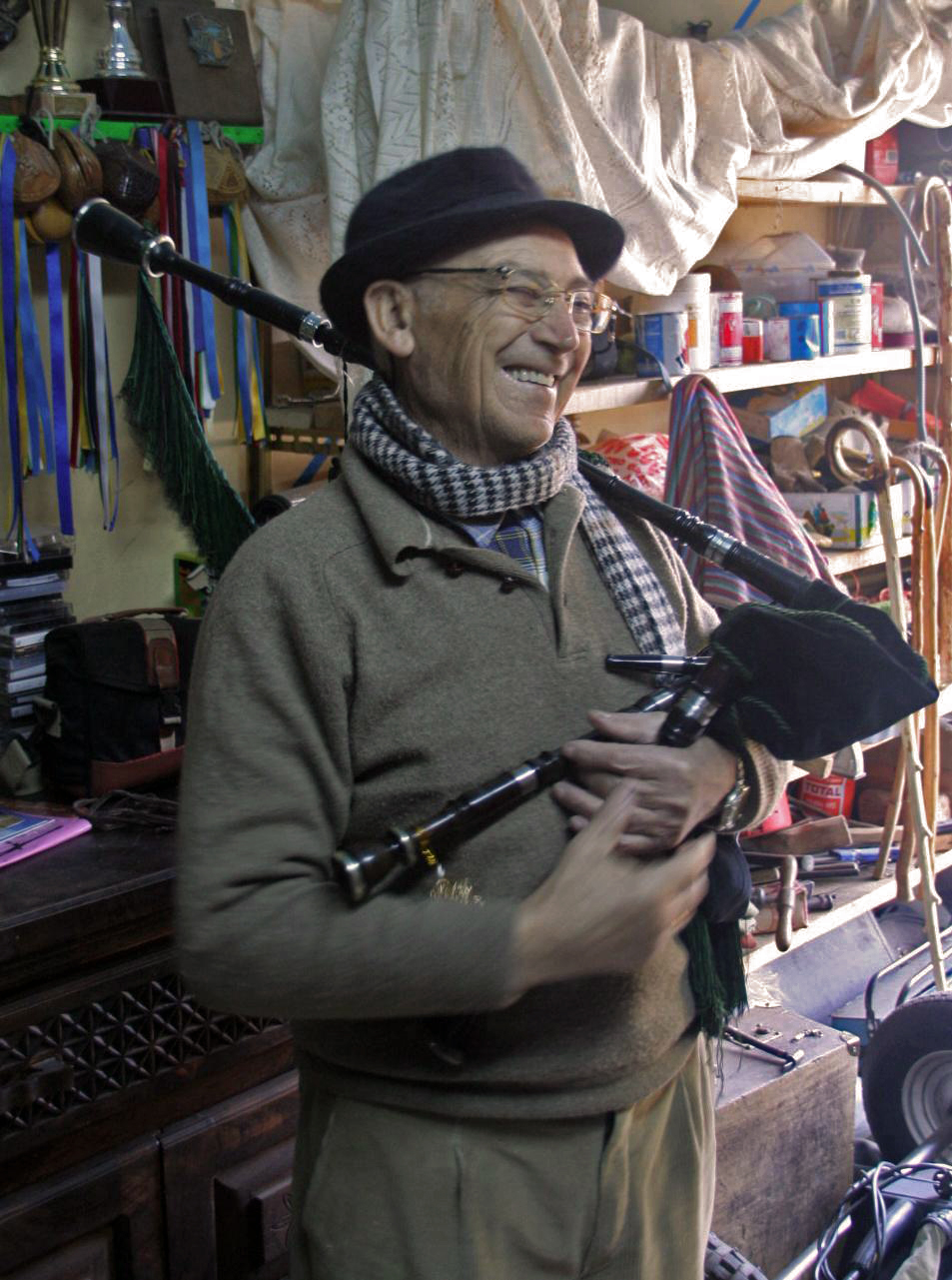
Il musicista Moises Liebana con Gaita cabreiresa

La Gaita cabreiresa' o gaita llionesa è un tipo di cornamusa spagnola, tipica della comarca di La Cabreira, in Provincia di León.
L'uso dello strumento si estinse in passato, ma grazie agli sforzi del musicista di Gaita Moises Liebana e dell'etnografo Concha Casado è tornata a vivere negli anni '90 del XX secolo.